# Ratanhia
Ratanhia (Krameria lappacea), auch Rote Ratanhia, Peru- oder Payta-Ratanhia, ist eine aus den Anden Boliviens, Ecuadors, Chile und Peru bis ins nordwestliche Argentinien stammende Pflanzenart der einzigen Gattung Krameria der Familie der Krameriaceae.

## Beschreibung
Es ist ein Strauch, der Wuchshöhen von 20 bis  zu 100 cm erreicht. Das Wurzelsystem ist kräftig mit einer langen Hauptwurzel, die etwa 5 bis 10 cm dick ist, und sehr langen, ästigen Nebenwurzeln, die etwa 3 cm dick sind. Die Äste sind niederliegend und werden bis zu 1 m lang. Die wechselständigen, eiförmigen und sitzenden Laubblätter sind klein, 1 cm lang, 3 bis 4 mm breit, ganzrandig, stachelspitzig und grau seidig behaart.
Die gestielten Blüten stehen achselständig über zwei Hochblättern am Ende der Kurztriebe. Die zwittrigen Blüten sind vierzählig mit doppelter Blütenhülle. Die vier petaloiden, schmal-eiförmigen, ungleichen, rötlich-purpurnen, dachigen und außen seidig behaarten, spitzen Kelchblätter fallen früh ab. Die vier kleineren, rötlichen, ungleichen, dicklichen Kronblätter fallen auch früh ab, zwei sind viel kleiner, kürzer, rundlich und außen schuppig (Elaiophor), die längeren sind schmal-spatelförmig und bespitzt. Es sind nur drei kurze Staubblätter mit dicklichen, fleischigen, rötlichen Staubfäden und urnenförmigen Antheren, die sich mit einer Pore an der Spitze öffnen, vorhanden. Zwei Fruchtblätter sind zu einem oberständigen, einfächrigen und behaarten Fruchtknoten mit einem pfriemlichen Griffel verwachsen. 
Die kleine, hackig-stachelige und behaarte, holzige bis ledrige, rundliche Frucht enthält nur einen eiförmigen Samen, der leicht zusammengedrückt ist.

## Nutzung
Die rotbraunen Wurzeln des Strauchs werden in der Pflanzenheilkunde (Droge: Ratanhiae radix) als adstringierendes Mittel in Form von Tinkturen eingesetzt. Diese wird bei Entzündungen des Zahnfleisches, Entzündungen im Mund- und Rachenraum, wie Stomatitis oder Pharyngitis angewendet, meist als Gurgelmittel oder Einpinselung. Oft wird Ratanhiatinktur zur Anwendung mit Myrrhentinktur gemischt.
In der Rinde der schwach bitter schmeckenden Wurzel finden sich bis zu 15 % Catechingerbstoffe sowie Proanthocyanidine und Stoffe aus der Gruppe der Lignane. Durch längere Lagerung der Droge entsteht durch Oxidation und Kondensation der Inhaltsstoffe ein roter Farbstoff, das sog. „Ratanhiarot“ aus der Gruppe der Phlobaphene.

## Synonyme
Synonyme sind:
- Krameria canescens Willd.
- Krameria illuca Phil.
- Krameria linearis Poir.
- Krameria pentapetala Ruiz & Pav.
- Krameria triandra Ruiz. & Pav.
- Krameria triandra var. humboldtiana Chodat
- Landia lappacea Dombey